# (643) Scheherezade
(643) Scheherezade – planetoida z zewnętrznej części pasa głównego asteroid okrążająca Słońce w ciągu 6 lat i 57 dni w średniej odległości 3,36 j.a. Została odkryta 8 września 1907 roku w Landessternwarte Heidelberg-Königstuhl w Heidelbergu przez Augusta Kopffa. Nazwa planetoidy pochodzi od Szeherezady, postaci z Księgi tysiąca i jednej nocy. Przed jej nadaniem planetoida nosiła oznaczenie tymczasowe (643) 1907 ZZ.